# Лачинов, Николай Александрович
Никола́й Алекса́ндрович Лачи́нов (4 января 1834 — 14 декабря 1919, Петроград) — русский военный историк и педагог, редактор «Военного сборника» и «Русского инвалида». Происходил из старинного русского рода Лачиновых. Н. А. Лачинов — старший брат физика Д. А. Лачинова и химика П. А. Лачинова, и младший — писательницы П. А. Лачиновой, публиковавшейся под псевдонимом П. Летнёв.

## Биография
Воспитанник 1-го кадетского корпуса, из которого был произведён 13 сентября 1851 года в прапорщики в Лейб-гвардии Егерский полк.
1854 — поступил в Императорскую военную академию и по окончании её в 1856 г. был прикомандирован к Генеральному штабу.
1859 — приглашён Я. И. Ростовцевым преподавателем тактики и военной истории в Полоцкий кадетский корпус, где и служил до 1863 года, когда вышел в отставку.

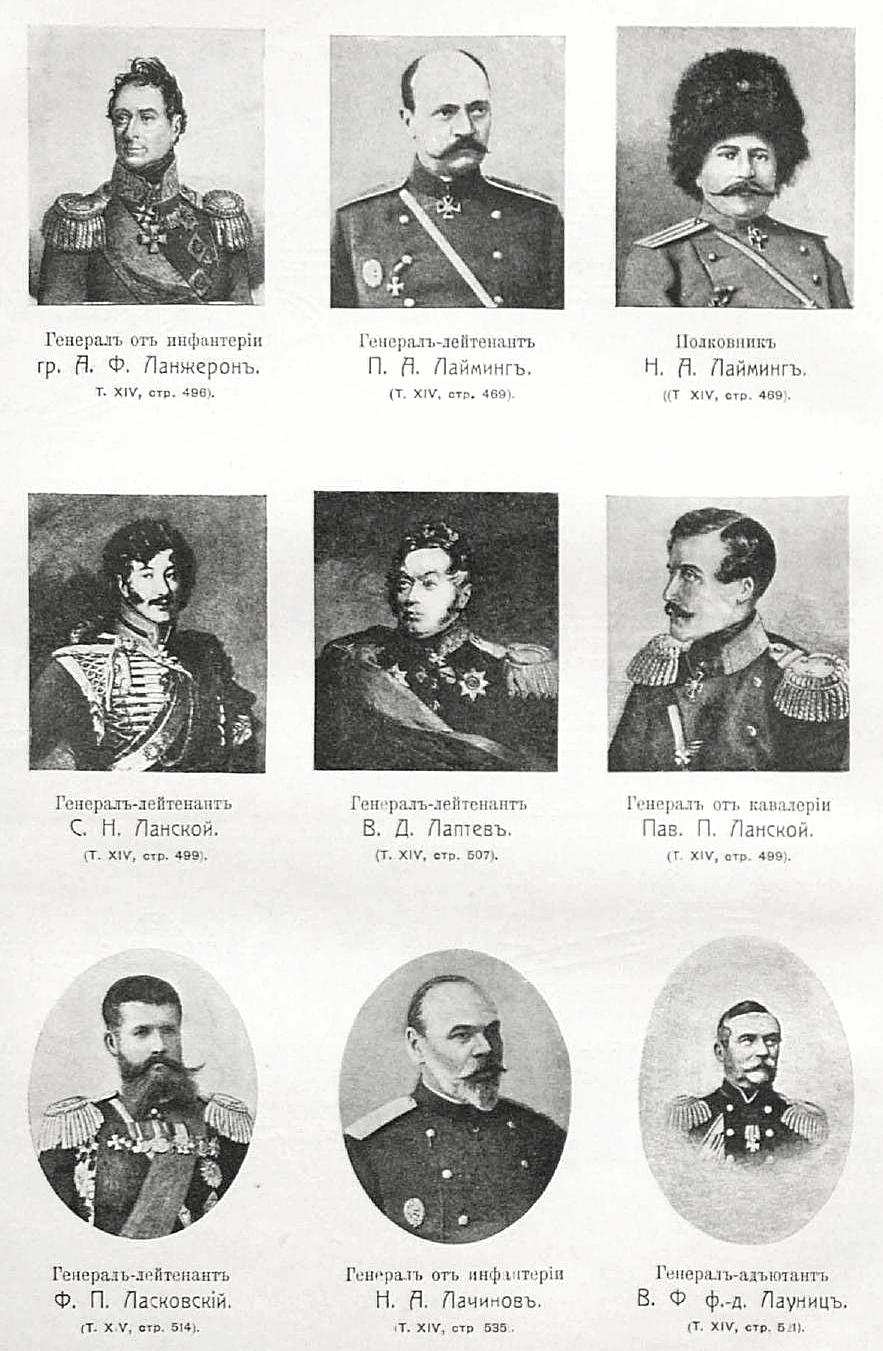
Фото из «ВЭС»

Вернувшись в 1865 году на службу по военно-учебному ведомству, Н. А. Лачинов занял место сперва репетитора, а потом штатного преподавателя в 1-м военном Павловском училище и занимал его до 1872 г., когда был назначен помощником главного редактора изданий «Военного сборника» и «Русского инвалида», в том же году получил орден Святой Анны 2-й степени.
В 1869 году в звании полковника преподавал тактику в Пажеском корпусе.
30 августа 1882 года — произведён в генерал-майоры, а в 1893 г. назначен главным редактором названных выше изданий. Произведённый в 1894 г. в генерал-лейтенанты, Н. А. Лачинов оставался главным редактором «Военного сборника» и «Русского инвалида» до 1899 года, когда был назначен сверхштатным членом Военно-учёного комитета; в 1903 году он был назначен состоять в распоряжении военного министра с зачислением по гвардейской пехоте. В 1906 году он был произведён в генералы от инфантерии с увольнением в отставку.
Н. А. Лачинов первым дал отзыв на роман Л. Н. Толстого «Война и миръ». (По поводу последнего романа графа Толстого // Русский  инвалид. 1868. № 96. 10 апр.). Для литературоведов остаётся загадкой,  почему рецензент не откликнулся на изъявленное писателем желание развить полемический диалог.
Он был хорошо знаком с М. И. Драгомировым, А. Н. Куропаткиным, М. Д. Скобелевым, — с автором истории Каспийского полка (1911), известным впоследствии «белым» генералом А. А. Курбатовым, родственником которого через семейство Шульцев он являлся , — со мн. др. выдающимися людьми эпохи. Он был человеком отзывчивым, неравнодушным к бедственному положению ближнего. О последнем говорят письма и ходатайства в Цензурный комитет по поводу издания трудов сестёр и братьев (следует отметить его содействие публикации большого числа статей естественнонаучной тематики: 51 статья Д. А. Лачинова , несколько статей П. А. Лачинова  и др.), — в различные ведомства на предмет судеб племянников, близких людей, — письма к выдающемуся русскому юристу Н. С. Таганцеву, с которым Н. А. Лачинов был на короткой ноге.
Среди прочих имел ордена Святого Владимира 3-й степени (1878 г.) и св. Станислава 1-й ст. (1885 г.).
Умер в 1919 году. Похоронен на Волковском кладбище.